# Ogrzewanie postojowe
Ogrzewanie postojowe – system pozwalający na ogrzanie wnętrza pojazdu oraz elementów silnika podczas postoju. Dawniej tzw. webasto było stosowane tylko w samochodach ciężarowych, dzisiaj można zamontować je w każdym pojeździe, pod warunkiem, że jego silnik jest chłodzony cieczą. System ogrzewania postojowego zamontowany w samochodzie uruchamiany jest za pomocą wcześniej ustawionego programatora (umieszczonego najczęściej we wnętrzu samochodu), w taki sposób, by uruchamiał się o konkretnej godzinie.
Wyróżniamy dwa rodzaje ogrzewania:
- ogrzewanie wodne
- ogrzewanie powietrzne

## Ogrzewanie wodne
Głównym elementem układu jest montowany w komorze silnika agregat podłączony do obiegu cieczy chłodzącej. Płyn chłodzący, który jest podgrzewany przez to urządzenie, trafia do nagrzewnicy, w której powietrze jest ogrzewane i kanałami powietrznymi przesyłane do wnętrza kabiny. Drugim zastosowaniem jest ogrzewanie silnika, co znacznie przyspiesza osiągnięcie odpowiedniej temperatury roboczej, ułatwia jego rozruch i eliminuje efekt zimnego startu. Dodatkowo w silnikach Diesla, system może dogrzewać silnik już podczas jego pracy, aż do osiągnięcia zadanej temperatury. Ogrzewanie wodne jest mniej ekonomiczne niż ogrzewanie powietrzne, ponieważ zapotrzebowanie na paliwo jest znacznie większe.

## Ogrzewanie powietrzne
Zimne powietrze zasysane jest z wnętrza samochodu, które przez specjalną dmuchawę wtłaczane jest do komory spalania, gdzie w odpowiedniej dawce zapalane jest paliwo. Gazy tworzące się podczas tego procesu są wydmuchiwane przez wylot spalin na zewnątrz, a ciepłe powietrze przepływa przez specjalnie zamontowany wymiennik ciepła i na samym końcu kanałami powietrznymi jest transportowane do wnętrza kabiny lub przestrzeni załadunkowej.
Ogrzewanie postojowe typu powietrznego jest częściej stosowane w samochodach ciężarowych, ale także maszynach budowlanych.